# Listă de partide politice din Republica Moldova
În Republica Moldova sunt înregistrate în prezent 63 de partide politice.
Cel mai vechi partid politic din Republica Moldova este Partidul Popular Creștin Democrat (PPCD), condus în prezent de Victor Ciobanu. Acesta a apărut înainte de independență Republicii Moldova, sub denumirea de „Mișcarea Politică pentru susținerea Restructurării”. Ulterior mișcarea a devenit Frontul Popular din Moldova, Frontul Popular Creștin Democrat din Moldova și apoi Partidul Popular Creștin Democrat.
În prezent, 3 formațiuni politice sunt reprezentante în parlament — PAS, PSRM precum și PCRM.
În istoria politică a Republicii Moldova, de la obținerea independenței, au existat peste 90 de partide politice. O parte din ele au apărut și au dispărut în câțiva ani.

## Partide reprezentate în Parlament
| Logo | Denumirea formațiunii                      | Lider                       | Mandate în Parlament | Mandate în consiliile raionale și municipale | Mandate în consiliile orășenești și sătești | Primari   | Președinții raionale |
| ---- | ------------------------------------------ | --------------------------- | -------------------- | -------------------------------------------- | ------------------------------------------- | --------- | -------------------- |
|      | Partidul Acțiune și Solidaritate (PAS)     | Igor Grosu                  | 61 / 101             | 263 / 1108                                   | 2413 / 10570                                | 291 / 898 | 18 / 32              |
|      | Blocul Comuniștilor și Socialiștilor (BCS) | Igor Dodon Vladimir Voronin | 26 / 101             | 464 / 1108                                   | 4177 / 10570                                | 144 / 898 | 9 / 32               |

## Partide extraparlamentare
| Logo | Denumirea                                                | Abreviere | Data înregistrării | Președinte                             |
| ---- | -------------------------------------------------------- | --------- | ------------------ | -------------------------------------- |
|      | Partidul Social Democrat European                        | PSDE      | 25 decembrie 1998  | Tudor Ulianovschi                      |
|      | Partidul Comuniștilor din Republica Moldova              | PCRM      | 15 ianuarie 1999   | Vladimir Voronin                       |
|      | Partidul Agrar din Moldova                               | PAM       | 4 februarie 1999   | Nicolae Damașcan                       |
|      | Partidul Socialist din Moldova                           | PSM       | 11 februarie 1999  | Victor Morev                           |
|      | Partidul Legii și Dreptății                              | PLD       | 11 februarie 1999  | Nicolae Alexei                         |
|      | Partidul Popular Creștin Democrat                        | PPCD      | 12 februarie 1999  | Victor Ciobanu                         |
|      | Mișcarea Profesioniștilor „Speranța-Надежда”             | MPSN      | 17 februarie 1999  | Andrei Donică                          |
|      | Partidul Liberal                                         | PL        | 17 februarie 1999  | Mihai Ghimpu (interimar)               |
|      | Partidul Oamenilor Muncii                                | POM       | 20 februarie 1999  | Serghei Toma                           |
|      | Partidul Social Democrat                                 | PSD       | 20 februarie 1999  | Victor Șelin                           |
|      | Partidul „Uniunea Creștin-Socială din Moldova”           |           | 25 februarie 1999  | Valeriu Pleșca                         |
|      | Partidul Socialiștilor din Republica Moldova             | PSRM      | 26 februarie 1999  | Igor Dodon                             |
|      | Partidul Verde Ecologist                                 | PVE       | 26 februarie 1999  | Anatolie Prohnițchi                    |
|      | Partidul „Noua Opțiune Istorică”                         | NOI       | 5 martie 1999      | Svetlana Chesari                       |
|      | Partidul Nostru                                          | PN        | 20 mai 1999        | Renato Usatîi                          |
|      | Partidul Republican din Moldova                          | PRM       | 5 octombrie 1999   | Andrei Stratan                         |
|      | Partidul „NOI”                                           | PPN       | 12 noiembrie 1999  | Vladimir Dachi                         |
|      | Uniunea Centristă din Moldova                            |           | 17 mai 2000        | Mihai Petrache                         |
|      | Partidul European                                        | PE        | 21 noiembrie 2005  | Viorel Ghimpu                          |
|      | Partidul Popular Democrat din Moldova                    | PPDM      | 14 februarie 2006  | Valeriu Pasat                          |
|      | Partidul Conservator                                     | PC        | 12 iulie 2006      | Natalia Nirca                          |
|      | Partidul Național Liberal                                | PNL       | 2 februarie 2007   | Mihai Severovan (interimar)            |
|      | Partidul „Moldova Mare”                                  | PMM       | 17 iulie 2007      | Victoria Furtună                       |
|      | Partidul Liberal Democrat din Moldova                    | PLDM      | 25 ianuarie 2008   | Vladimir Filat                         |
|      | Mișcarea Social-Politică a Romilor din Republica Moldova |           | 31 martie 2010     | Robert Cerari                          |
|      | Partidul „Patrioții Moldovei”                            |           | 30 iunie 2010      | Mihail Garbuz                          |
|      | Partidul „Stînga Europeană”                              | PSE       | 16 septembrie 2010 | Grigore Petrenco                       |
|      | Partidul „Republica Unirii”                              | PRU       | 18 aprilie 2011    | Sergiu Mocanu                          |
|      | Partidul Popular din Moldova                             | PPM       | 18 aprilie 2011    | Alexandru Oleinic                      |
|      | Partidul „Democrația Acasă”                              | PDA       | 2 septembrie 2011  | Vasile Costiuc                         |
|      | Partidul Regiunilor din Moldova                          | PRM       | 18 octombrie 2011  | Alexandr Kalinin                       |
|      | Partidul Creștin Agrar                                   | PCA       | 16 ianuarie 2012   | Elvira Placinta                        |
|      | Alianța Liberalilor și Democraților pentru Europa        | ALDE      | 16 ianuarie 2012   | Arina Spătaru                          |
|      | Partidul „Renaștere”                                     | PR        | 17 octombrie 2012  | Natalia Parasca (interimară)           |
|      | Platforma Demnitate și Adevăr                            | PPDA      | 18 iunie 2013      | Dinu Plîngău                           |
|      | Alianța pentru Unirea Românilor                          | AUR       | 31 decembrie 2013  | Boris Volosatîi                        |
|      | Partidul „Patria”                                        |           | 14 septembrie 2014 | Sergiu Biriucov                        |
|      | Partidul Ruso-Slavean din Moldova                        |           | 19 septembrie 2014 | Oleg Topolnițki                        |
|      | Partidul Societății Progresiste                          |           | 24 septembrie 2014 | Marin Livadaru                         |
|      | Partidul „Forța Diasporei”                               | PFD       | 14 august 2015     | Nicolae Rapcea                         |
|      | Partidul Acțiune și Solidaritate                         | PAS       | 26 mai 2016        | Igor Grosu                             |
|      | Partidul „Voința Poporului”                              | PVP       | 11 iunie 2018      | Ștefan Urîtu                           |
|      | Partidul Acțiunii Comune - Congresul Civic               | PACCC     | 13 ianuarie 2020   | Egor Krestianinov (șef al aparatului)  |
|      | Partidul Democrat Modern din Moldova                     | PDMM      | 18 iunie 2020      | Boris Foca (interimar)                 |
|      | Partidul „Acasă construim Europa”                        | PACE      | 25 august 2020     | Gheorghe Cavcaliuc                     |
|      | Partidul „Pentru Oameni, Natură și Animale”              |           | 11 septembrie 2020 | Ion Dron                               |
|      | Partidul „Puterea Oamenilor”                             | PPO       | 18 martie 2021     | Ruslan Codreanu                        |
|      | Partidul Schimbării                                      | PS        | 25 martie 2021     | Ștefan Gligor                          |
|      | Partidul Dezvoltării și Consolidării Moldovei            | PDCM      | 16 aprilie 2021    | Ion Chicu                              |
|      | Partidul „ȘANSĂ”                                         |           | 16 august 2021     | Alexei Lungu                           |
|      | Partidul Progresului Național                            |           | 26 octombrie 2021  | Igor Iuzefovici                        |
|      | Partidul „Forța de Alternativă și de Salvare a Moldovei” |           | 22 martie 2022     | Alexandru Beschieru                    |
|      | Partidul „Viitorul Moldovei”                             | PVM       | 25 noiembrie 2022  | Vasile Tarlev                          |
|      | Coaliția pentru Unitate și Bunăstare                     | CUB       | 5 decembrie 2022   | Igor Munteanu                          |
|      | Mișcarea Alternativa Națională                           | MAN       | 13 ianuarie 2023   | Ion Ceban                              |
|      | Partidul Național Moldovenesc                            | PNM       | 10 martie 2023     | Dragoș Galbur                          |
|      | Liga Orașelor și Comunelor                               | LOC       | 11 mai 2023        | Alexandru Bujorean Constantin Cojocari |
|      | Mișcarea „Respect Moldova”                               | MRM       | 4 august 2023      | Marian Lupu                            |
|      | Mișcarea Reformei Sociale                                | MRS       | 22 august 2023     | Igor Istrati                           |
|      | Partidul „VICTORIE”                                      |           | 28 decembrie 2023  | Vadim Grozavu                          |
|      | Partidul „UNITATE”                                       |           | 5 ianuarie 2024    | Dmitrii Furdui                         |
|      | Partidul „Fenix Moldova”                                 |           | 5 februarie 2024   | Nicolae Boicu                          |
|      | Partidul Reîntregirii Naționale „ACASĂ”                  |           | 21 martie 2024     | Valentin Dolganiuc                     |
|      | Partidul Republican „Inima Moldovei”                     | PRIM      | 29 noiembrie 2024  | Irina Vlah                             |
|      | Partidul Popular Găgăuz                                  | PPG       | 4 martie 2025      | Nicolai Dudoglo                        |

## Tabere politice
În ultimii ani s-au dezvoltat două tabere politice majore în politica moldovenească și se pot distinge astfel:
1. Stataliștii - moldovenii care optează pentru păstrarea statalității Republicii Moldova și contra unirii Republicii Moldova cu România (circa 60% din populație).[necesită citare]
2. Unioniștii - românii din Republica Moldova, care optează pentru unirea Republicii Moldova cu Romania (circa 40% din populație).[4]

Pe baza criteriului geopolitic, populația din Republica Moldova formează, de asemenea, două tabere politice care se pot distinge astfel:
1. Pro-europenii - moldovenii care optează pentru relații mai strânse cu Europa și America (circa 70 % din populație).[necesită citare]
2. Pro-rușii - moldovenii care optează pentru relații mai strânse cu Rusia (circa 30% din populație).[necesită citare]

## Legături externe
- Lista partidelor politice din Moldova Arhivat în 21 februarie 2018, la Wayback Machine.